# Setodes sugdeni
Setodes sugdeni är en nattsländeart som beskrevs av Malicky 1986. Setodes sugdeni ingår i släktet Setodes och familjen långhornssländor. Inga underarter finns listade i Catalogue of Life.